# EBS 수능포트리스 문학
EBS 수능포트리스 문학은 2001년 2월 26일부터 2001년 7월 15일, 2001년 8월 27일 ~ 2001년 12월 16일까지 EBS 위성 1TV에서 방송되었던 고1,2 내신 강의 프로그램이다.

## 방영 목록

### 2학기
| 강좌   | 본방송 재방송 | 종합편 방송 | 강의명                                    | 비고 |
| ------ | ------------- | ----------- | ----------------------------------------- | ---- |
| 제1강  | 8월 29일      | 9월 1일     | 상고 시대 시가 문학1-고대 가요,향가,한시  |      |
| 제2강  | 9월 5일       | 9월 8일     | 상고 시대 산문 문학2-설화,건국 신화       |      |
| 제3강  | 8월 12일      | 9월 15일    | 고려 시대 시가 문학1-고려 가요            |      |
| 제4강  | 9월 19일      | 9월 22일    | 고려 시대 시가 문학2-경기체가,시조,한시   |      |
| 제5강  | 9월 26일      | 9월 29일    | 고려 시대 산문 문학-패관 문학,가전체 문학 |      |
| 제6강  | 10월 3일      | 10월 6일    | 조선 전기 시가 문학1-악장 문학,언해,한시  |      |
| 제7강  | 10월 10일     | 10월 13일   | 조선 전기 시가 문학2-시조                 |      |
| 제8강  | 10월 17일     | 10월 20일   | 조선 전기 시가 문학3-가사                 |      |
| 제9강  | 10월 24일     | 10월 27일   | 조선 전기 산문 문학-소설, 수필.비평       |      |
| 제10강 | 10월 31일     | 11월 3일    | 조선 후기 시가 문학1-시조                 |      |
| 제11강 | 11월 7일      | 11월 10일   | 조선 후기 시가 문학2-가사                 |      |
| 제12강 | 11월 14일     | 11월 17일   | 조선 후기 시가 문학3-민요,무가,한시       |      |
| 제13강 | 11월 21일     | 11월 24일   | 조선 후기 산문 문학1-소설                 |      |
| 제14강 | 12월 28일     | 12월 1일    | 조선 후기 산문 문학2-판소리,판소리계 소설 |      |
| 제15강 | 12월 5일      | 12월 8일    | 조선 후기 산문 문학3-수필,극문학          |      |
| 제16강 | 12월 12일     | 12월 15일   | 개화기 문학-신체시,신소설                 |      |